# Un morceau de ciel
Pour plus de détails, voir Fiche technique et Distribution.
Un morceau de ciel (Un ettaro di cielo) est un film italien réalisé par Aglauco Casadio, sorti en 1958.

## Fiche technique
- Titre original : Un ettaro di cielo
- Titre français : Un morceau de ciel
- Réalisation : Aglauco Casadio
- Scénario : Aglauco Casadio, Tonino Guerra, Elio Petri et Ennio Flaiano
- Photographie : Gianni Di Venanzo
- Montage : Gabriele Varriale
- Musique : Nino Rota
- Pays d'origine : Italie
- Format : Noir et blanc - 1,85:1 - Mono
- Genre : comédie
- Durée : 86 minutes
- Date de sortie : 1958

## Distribution
- Marcello Mastroianni : Severino Balestra
- Rosanna Schiaffino : Marina
- Carlo Pisacane : Cleto
- Silvio Bagolini : Germinal
- Luigi De Martino : Alfredo
- Salvatore Cafiero (it) : Nicola
- Polidor : Pedretti
- Ignazio Leone : Riccardo
- Nino Vingelli : Impresario
- Felice Minotti : Omero
- Renato Terra (non crédité)
- Serge Reggiani (non crédité)